# Sir Gawain y el Caballero Verde
Sir Gawain y el Caballero Verde es un romance métrico de finales del siglo XIV escrito en un único manuscrito, que también contiene otras tres obras de orientación más cristiana. Los cuatro poemas están enlazados por el uso de un dialecto común, la variedad dialectal de los Midlands del noroeste del inglés medio. Aun así, el eje de la historia de Sir Gawain y el Caballero Verde es más antiguo y comprende muchos elementos, siendo el principal el tema de la decapitación, central en la mitología celta, aunque también incluye elementos de su tiempo, siendo el más importante el de la peste negra. La única copia original de este texto que se conserva es la que se encuentra en el manuscrito «Cotton Nero A.x», el cual se halla almacenado en el Museo Británico.

## El poeta

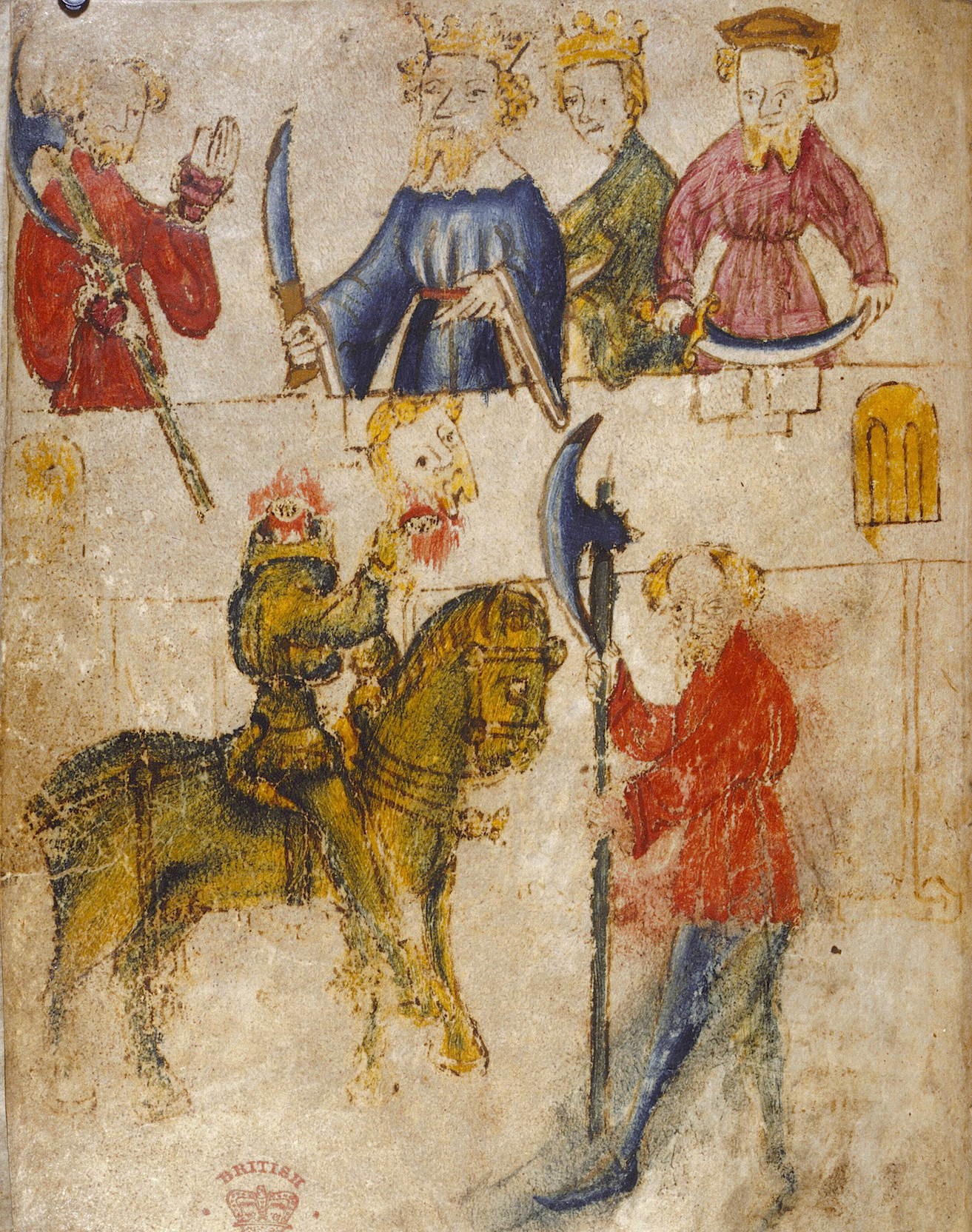
Antigua imagen alusiva a Sir Gawain y el Caballero Verde

Las otras tres piezas encontradas junto con Gawain, aunque no están tituladas en su exposición, han llegado a ser conocidas como Perla, Paciencia y Pureza (alternativamente Limpieza). Se considera que el manuscrito Cotton es una copia manuscrita y no el original. Por lo tanto no hay ninguna prueba explícita que indique que los cuatro poemas en el manuscrito son del mismo poeta. Aun así, de un análisis comparativo del dialecto, la forma de los versos y la distinción, ha sido generalmente aceptado que los cuatro poemas son de hecho del mismo autor, conocido como el poeta Pearl o el poeta Gawain. Aunque el nombre de este poeta es desconocido, de una lectura detallada de sus trabajos se llega a conocer algo sobre la persona. J. R. R. Tolkien, en la introducción a sus traducciones póstumas, escribe:

Fue un hombre de mente seria y devota, pero no sin humor; tenía un interés en teología, y algún conocimiento de ella, aunque un conocimiento aficionado, en lugar de profesional; sabía latín y francés y estaba bastante ducho en libros franceses, tanto románticos como instructivos; pero su hogar estaba en los Midlands Occidentales de Inglaterra; esto muestra su lenguaje, y su métrica, y su escenificación.

El manuscrito ha sido fechado cerca del año 1400 y se cree que el poeta floreció poco tiempo antes, siendo, por lo tanto, contemporáneo de Geoffrey Chaucer, aunque estaba lejano de él en casi cualquier otro aspecto. Antes de que el manuscrito pasara a ser una posesión de Robert Cotton, encontró un lugar en la librería de Henry Savile de Bank en Yorkshire, que vivió de 1568 a 1617. Nada se sabe del manuscrito o de su autor antes de esto.
A pesar de haber menos unanimidad, el poeta Pearl puede haber escrito también el poema aliterativo San Erkenwald, el cual se cree que fue compuesto en 1386, aunque muchos estudiosos opinan que esto no es así.

## Temas centrales

### Pruebas y tentaciones

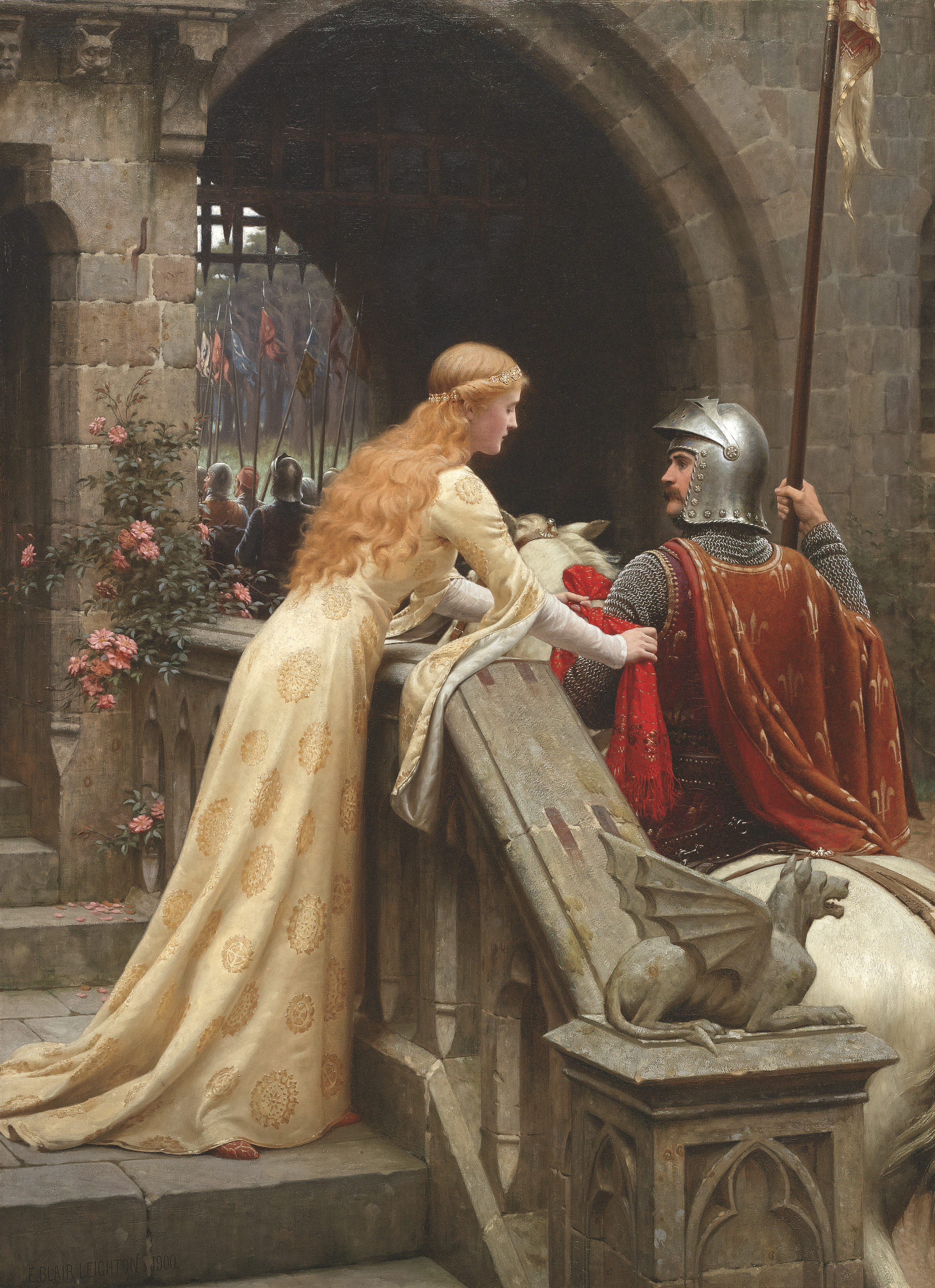
Los caballeros eran evaluados en su habilidad para balancear el código de honor de la caballería con las reglas del amor cortesano. ¡Ve con Dios!, de Edmund Blair Leighton (1900).

El corazón del texto de Sir Gawain y el Caballero Verde es la prueba a Gawain de su adhesión al código de caballería. Esta es la típica fábula de tentación de la literatura medieval en la que presenta una serie de adversidades reunidas como exámenes o "pruebas" de la virtud moral. Estas historias a menudo describen varios fracasos individuales cuando el personaje principal es puesto a prueba. El éxito en estas pruebas a menudo traen inmunidad o buena fortuna. La capacidad de Gawain para superar las pruebas impuestas por su anfitrión son de vital importancia para su supervivencia, aunque este no se percate de ello. Gawain logra superar la prueba solo por su cortesía intuitiva o por casualidad. Sin embargo, Gawain no se da cuenta de que todas estas pruebas son orquestadas por Sir Bertilak. Además de las leyes de caballería, Gawain tiene que respetar las reglas del amor cortesano. El código de honor del caballero exige que sus acciones respondan a las peticiones de una damisela. Gawain debe aceptar la faja de una dama; pero también debe mantener la promesa que ha hecho a su anfitrión, de entregarle todo aquello que obtenga en el día. Gawain escoge mantener en secreto la faja por miedo a la muerte; rompiendo así la promesa a su anfitrión, pero honrando a la dama. Al ver que el Caballero Verde es de hecho su anfitrión (Bertilak), se da cuenta de que a pesar de que ha completado su misión ha fallado en ser virtuoso. Esta prueba demuestra el conflicto entre el honor y los deberes caballerescos. Cuando rompe su promesa, Gawain cree haber perdido su honor y haber fallado en sus deberes.

## Interpretaciones

### El viaje de Gawain
Varios académicos han intentado encontrar una correspondencia entre el viaje de Gawain a la Capilla Verde y el mundo real. Por ejemplo, en el poema se mencionan las islas de Anglesey; estas existen hoy en día como una única isla en la costa de Gales. Muchos académicos piensan que el paso de Gawain por la "Santa Sede" hace referencia a Holywell o a la Abadía Cisterciense de Poulton, en Pulford Holywell, qué está asociada a la decapitación de Santa Winifreda. Según la historia, Winefrida era una joven virgen que fue decapitada por un líder local después de rechazar sus insinuaciones sexuales. Su tío, otro santo, puso su cabeza en su cuerpo y curó la herida dejando únicamente una cicatriz blanca. Las semejanzas entre esta historia y la de Sir Gawain hacen de este lugar el posible destino del viaje.

## Adaptaciones modernas

### Libros
J. R. R. Tolkien y Eric Valentine Gordon publicaron una edición académica del texto de Sir Gawain y el Caballero Verde en 1925. Una segunda edición de este texto fue realizada por Norman Davis y publicada en 1967. Este libro con texto en inglés medio con extensas notas de investigación es frecuentemente confundido con una traducción al inglés moderno preparada por Tolkien y publicada junto con las traducciones de Perla y Sir Orfeo. Muchas ediciones de esta última obra, publicada por primera vez en 1975, nombran a Tolkien como autor y no como traductor de la obra. Por tanto es común que se cite erróneamente a Tolkien como el autor original de la obra. En 2004, el poeta y traductor William Stanley Merwin publicó una nueva versión del relato. Más recientemente, Simon Armitage ha llamado la atención de los medios en Estados Unidos y el Reino Unido con su traducción del poema publicado en 2007.

### Ópera
Sir Gawain y el Caballero Verde fue adaptada como ópera en 1978 por el compositor Richard Blackford por encargo de la aldea de Blewbury, en Oxfordshire. El libreto de la adaptación fue escrito por los hijos del novelista John Emlyn Edwards. La ópera en seis escenas fue grabada por Decca entre marzo y junio y publicada por ARGO Label en noviembre de 1979. Sir Gawain y el Caballero Verde también fue adaptada por Harrison Birtwistle en la ópera titulada Gawain, estrenada en 1991. La ópera de Birtwistle ha sido elogiada por mantener la complejidad del poema y por traducir la lírica en forma musical. Otra adaptación en ópera fue Gwyneth y el Caballero Verde, de Lynne Plowman, estrenada en 2002. En esta ópera Sir Gawain solo se usa como telón de fondo, pues la historia está enfocada en Gwyneth, la escudera de Gawain, quien desea convertirse en caballero. La versión de Plowman ha sido elogiada por su accesibilidad, ya que está enfocada a niños pequeños y al público familiar, aunque se le critica el uso del inglés moderno y su naturaleza de sermón.

### Cine y televisión
El poema ha sido adaptado al cine en tres ocasiones: la primera cinta fue Gawain y el Caballero Verde, de 1973, dirigida por Stephen Weeks y con Murray Head como Sir Gawain y Nigel Green como «el Caballero Verde». Esta versión ha sido criticada por desviar la trama central de la historia. Un ejemplo de ello es la aventura que tiene Sir Gawain entre el momento en que deja Camelot y el momento en que llega al castillo de Bertilak, lo cual no es parte del poema. Además, Bertilak y el Caballero Verde no tienen conexión alguna en el poema. La siguiente cinta fue La espada del valiente: La leyenda de Sir Gawain y el Caballero Verde, de 1984, dirigida por Stephen Weeks con Miles O'Keeffe como Sir Gawain y Sean Connery como «el Caballero Verde». Para televisión se realizaron dos adaptaciones: Gawain y el Caballero Verde, de 1991, y la serie animada Sir Gawain y el Caballero Verde, de 2002.
Una nueva versión llamada El caballero verde se estrenó en julio de 2021, dirigida por David Lowery y protagonizada por Dev Patel como Sir Gawain, quien se embarca en este viaje por tierras legendarias para confrontar y derrotar al extraño de piel verde.